# Santa Marta (Panama)
Pour les articles homonymes, voir Santa Marta (homonymie) et Santa Marta.
Santa Marta est un corregimiento situé dans le district de Bugaba, province de Chiriquí, au Panama. En 2010, la localité comptait 3 679 habitants.